# Parlamentní volby v Bulharsku 1896
Parlamentní volby se konaly 29. listopadu 1896. Volby byly poznamenány nepokoji, zejména v hlavním městě Sofii. Vyhrála Lidová strana. Vládu vytvořil Konstantin Stoilov.